# 安德烈·左拉斯基
安德烈·左拉斯基（波蘭語：Andrzej Żuławski，波蘭語：[ˈandʐɛj ʐuˈwafskʲi]；1940年11月22日—2016年2月17日）是波蘭電影導演、小說家。

## 生平
左拉斯基曾赴法國主修電影，他的第2部長片《魔鬼》遭到波蘭政府禁演，他便轉往法國拍攝電影。1975年，他開始製作改編自他叔爷爷傑西·左拉斯基小說的科幻電影《銀色星球》，並在波蘭波羅的海沿岸、維利奇卡鹽礦、塔特拉山脈等地取景、搭景拍攝，甚至遠赴現今屬於喬治亞境內的高加索山脈以及蒙古戈壁拍攝；1977年，波蘭文化部副部長以本片暗喻波蘭政府為極權國家為由下令拆除電影佈景，造成電影拍攝的中斷；直至1988年，本片才在第41屆坎城影展舉行世界首映。
1981年，左拉斯基執導的《著魔》進入第34屆坎城影展正式競賽單元，法國演員伊莎貝·艾珍妮並因而獲得最佳女演員獎。2015年，他以電影《黑色宇宙》獲得盧卡諾影展最佳導演獎。

## 電影作品
- 1971年：《夜的第三章》（Trzecia część nocy）
- 1972年：《魔鬼（波兰语：Diabeł (film 1972)）》（Diabeł）
- 1975年：《最重要的事情是愛》（L'important c'est d'aimer）
- 1981年：《著魔》（Possession）
- 1984年：《公共女人（法语：La Femme publique）》（La femme publique）
- 1985年：《狂野的愛》（L'Amour braque）
- 1988年：《銀色星球（波兰语：Na srebrnym globie (film)）》（Na srebrnym globie）
- 1989年：《我的夜晚比白天更美（波兰语：Borys Godunow (film 1989)）》（Boris Godunov）
- 1991年：《藍色樂章》（La Note bleue）
- 1996年：《薩滿教的迷戀（波兰语：Szamanka (film)）》（Szamanka）
- 2000年：《情慾寫真》（La fidélité）
- 2015年：《黑色宇宙（法语：Cosmos (film, 2015)）》（Cosmos）

## 外部連結
- 安德烈·左拉斯基在互联网电影资料库（IMDb）上的資料（英文）